# Kayenta
Kayenta é uma Região censo-designada localizada no estado americano de Arizona, no Condado de Navajo.

## Demografia
Segundo o censo americano de 2000, a sua população era de 4922 habitantes.

## Geografia
De acordo com o United States Census Bureau tem uma área de
34,3 km², dos quais 34,3 km² cobertos por terra e 0,0 km² cobertos por água.

## Localidades na vizinhança
O diagrama seguinte representa as localidades num raio de 40 km ao redor de Kayenta.